# Ringgenberg
Ringgenberg je obec v kantonu Bern, v okrese Interlaken-Oberhasli. Žije zde přibližně 2 600 obyvatel.

## Geografie
Obec leží na severním břehu Brienzského jezera na jižním svahu masivu Harder a skládá se ze dvou vesnic Ringgenberg a Goldswil nedaleko Interlakenu. Mezi oběma částmi leží malé jezero Burgseeli. Ringgenberg sousedí s obcemi Niederried, Interlaken a Habkern.
Přibližně 64,1 % rozlohy obce je zalesněno, 19,5 % je využíváno zemědělsky, 11,7 % je zastavěno a 4,8 % tvoří neproduktivní půda.

## Historie

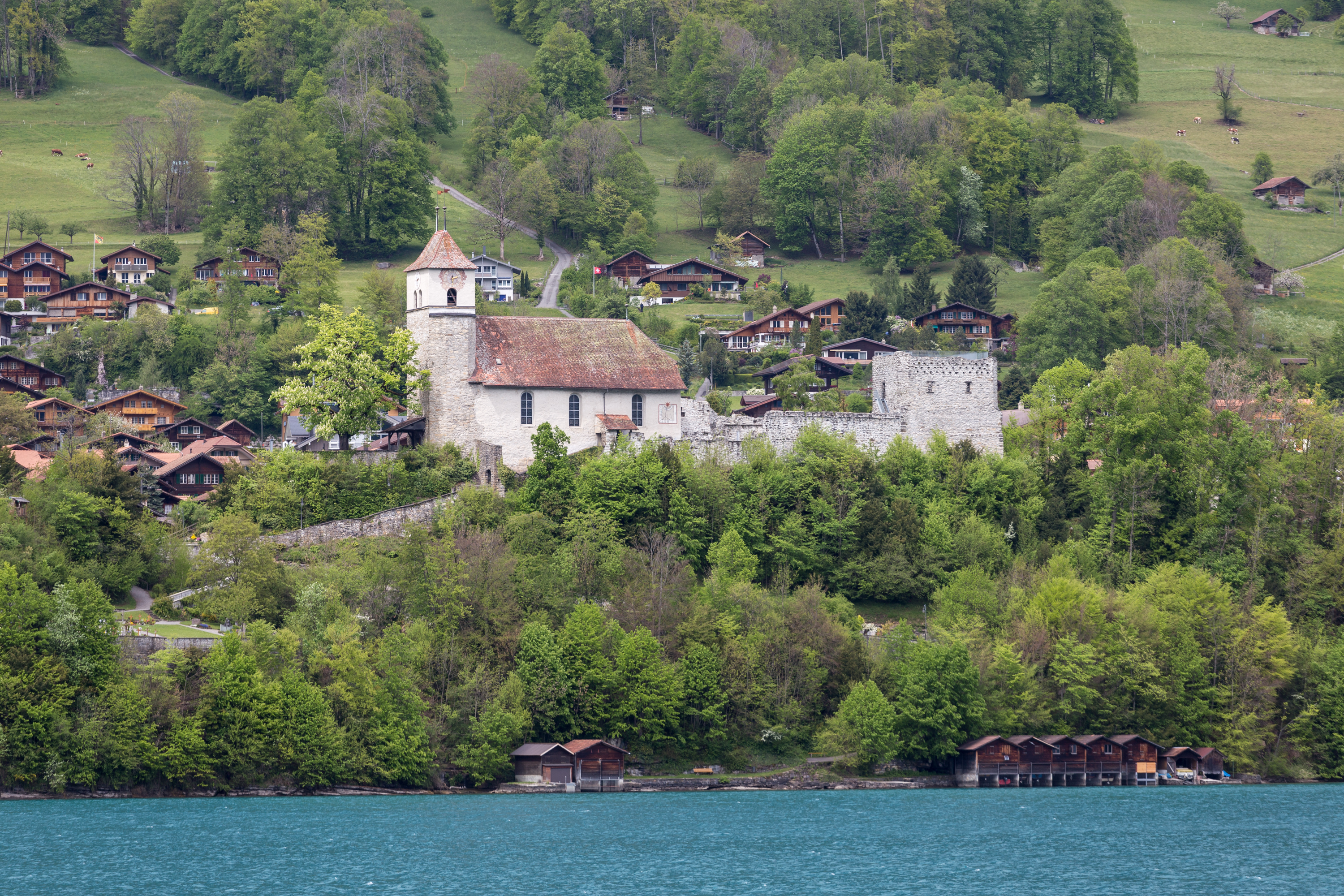
Kostel a zřícenina hradu

Letecký pohled (1956)

Když byl rytíř Kuno von Brienz v roce 1230 německým císařem Fridrichem II. jmenován císařským správcem oblasti Brienzského jezera, nechal postavit hrad Ringgenberg. Šlechtický rod se od té doby nazýval von Ringgenberg. Nejvýznamnějším členem tohoto šlechtického rodu byl Johann von Ringgenberg. Jako příslovečný básník byl označován za „rytíře, který ovládá stejně dobře meč i lyru“. Jeho písně byly kolem roku 1300 zařazeny do sbírky Manessische Liedersammlung v Curychu.
Za vlády Philippa von Ringgenberg (1351–1374) začalo panství chátrat. V roce 1351 musely být části panství zastaveny klášteru Interlaken. V roce 1380 byl hrad Ringgenberg zapálen a vypleněn a baron Petermann byl zajat.
Stavba hradního kostela Ringgenberg byla zahájena v roce 1670 pod vedením architekta Abrahama Dünze. Impozantní stavba stojí na kopci mezi vesnicí a jezerem.
V roce 1853 se dříve samostatná obec Goldswil sloučila s Ringgenbergem.

## Obyvatelstvo
| Vývoj počtu obyvatel | Vývoj počtu obyvatel | Vývoj počtu obyvatel | Vývoj počtu obyvatel | Vývoj počtu obyvatel | Vývoj počtu obyvatel | Vývoj počtu obyvatel | Vývoj počtu obyvatel | Vývoj počtu obyvatel | Vývoj počtu obyvatel | Vývoj počtu obyvatel | Vývoj počtu obyvatel | Vývoj počtu obyvatel | Vývoj počtu obyvatel | Vývoj počtu obyvatel | Vývoj počtu obyvatel |
| -------------------- | -------------------- | -------------------- | -------------------- | -------------------- | -------------------- | -------------------- | -------------------- | -------------------- | -------------------- | -------------------- | -------------------- | -------------------- | -------------------- | -------------------- | -------------------- |
| Rok                  | 1850                 | 1880                 | 1900                 | 1930                 | 1950                 | 1960                 | 1970                 | 1980                 | 1990                 | 2000                 | 2010                 | 2015                 | 2019                 | 2023                 |                      |
| Počet obyvatel       | 1005                 | 1423                 | 1320                 | 1450                 | 1763                 | 1780                 | 1824                 | 2001                 | 2467                 | 2554                 | 2588                 | 2658                 | 2574                 | 2651                 |                      |

## Doprava
V obci se nachází železniční stanice na trati společnosti Zentralbahn (bývalá Brünigbahn), spojující Interlaken a Lucern. Obcí prochází také kantonální silnice a má lodní přístaviště na jezeře.

## Osobnosti
- Günther Oskar Dyhrenfurth (1886–1975), geolog a vědec, žil v obci
- Ueli Steck (1976–2017), švýcarský horolezec, žil v obci